# 鹿児島中央タワー
鹿児島中央タワー（かごしまちゅうおうタワー）は、鹿児島県鹿児島市中央町にある24階建ての複合型ビルである。「中央町19・20番街区第一種市街地再開発事業」として建設された。
高さは99.98mであり、鹿児島県で最も高い建造物である。総事業費は250億円。

## 概要
1階部分が中央町に既存する1番街商店街と接続している。また、鹿児島中央駅の改札階と本ビルの2階がペデストリアンデッキで繋がっており、2022年（令和4年）9月には本ビルと南国センタービル前に鹿児島市電軌道を挟んだペデストリアンデッキが開通予定。
地下1階がマンション住民の駐車場となっており、地上1階から7階が商業施設のLi-Ka1920（うち5階及び6階には450人収容のホールも併設される）、7階から24階が三菱地所レジデンスのタワーマンション「ザ・パークハウス鹿児島中央タワー」となる。

## 沿革
- 2015年（平成27年）11月 - 都市計画決定[1]。
- 2016年（平成28年）12月 - 鹿児島県が市街地再開発組合設立を認可[1]。
- 2017年（平成29年）
  - 10月 - 鹿児島県が権利変換計画を認可[1]。
  - 11月 - 既存のビルや住宅の解体工事開始[1]。
- 2018年（平成30年）5月 - 鹿児島中央タワー着工[2]。
- 2019年（令和元年）
  - 10月 - 鹿児島県が事業計画及び権利変換計画変更を認可。
  - 12月 - 駅前広場デッキ（ペデストリアンデッキ）工事着工。
- 2020年（令和2年）10月 - 駅前広場デッキ（ペデストリアンデッキ）開通、工事により一部閉鎖されていた一番通りが再開通。
- 2021年（令和3年）
  - 3月30日 - 鹿児島中央タワー完成[2][3]。
  - 4月23日 - 商業施設部分の「Li-Ka1920」の一部施設が先行オープン[5]。
  - 6月18日 - 商業施設部分の「Li-Ka1920」が本格開業[4][6]
- 2022（令和5年）
  - 9月12日 - 「電車通りデッキ」が完成。

## 主な施設・テナント
以下は、2021年（令和3年）開業時点の主な施設・テナントの一覧である。
| 階数 | 施設・テナント                                 |
| ---- | ---------------------------------------------- |
| 24F  | 分譲マンション                                 |
| 23F  | 分譲マンション                                 |
| 22F  | 分譲マンション                                 |
| 21F  | 分譲マンション                                 |
| 20F  | 分譲マンション                                 |
| 19F  | 分譲マンション                                 |
| 18F  | 分譲マンション                                 |
| 17F  | 分譲マンション                                 |
| 16F  | 分譲マンション                                 |
| 15F  | 分譲マンション                                 |
| 14F  | 分譲マンション                                 |
| 13F  | 分譲マンション                                 |
| 12F  | 分譲マンション                                 |
| 11F  | 分譲マンション                                 |
| 10F  | 分譲マンション                                 |
| 9F   | 分譲マンション                                 |
| 8F   | 分譲マンション                                 |
| 7F   | 品川スキンクリニック                           |
| 7F   | レイロールジム                                 |
| 7F   | レイロール                                     |
| 6F   | さこだ歯科                                     |
| 6F   | ALPHA GYM                                      |
| 6F   | LUXBE HAIR                                     |
| 6F   | かごしま中央眼科クリニック                     |
| 5F   | ライカワークラウンジ                           |
| 5F   | 貸会議室                                       |
| 5F   | ライカ南国ホール                               |
| 4F   | テックランド鹿児島中央ライカ店                 |
| 4F   | コンタクトレンズMiru+                          |
| 3F   | ダイソー鹿児島中央Li-Ka1920店                  |
| 3F   | デコホームLi-Ka1920店                          |
| 3F   | ウオッチタウン                                 |
| 2F   | 高級食パン専門店偉大なる発明 The bread parloir |
| 2F   | くまざわ書店                                   |
| 2F   | 鹿児島中央駅前矯正歯科                         |
| 2F   | OWNDAYS                                        |
| 2F   | BON FUKAYA                                     |
| 2F   | ESCRIMESHOP                                    |
| 2F   | Pré de France                                  |
| 2F   | Bou Jeloud Salon                               |
| 2F   | DANIEL WELLINGTON                              |
| 1F   | ハートブレッドアンティーク                     |
| 1F   | 串カツ田中鹿児島ライカ店                       |
| 1F   | TeaWay                                         |
| 1F   | だし処 蘇麻                                    |
| 1F   | 炭火で鶏と鰻 せんゆう                          |
| 1F   | 天国カ地獄                                     |
| 1F   | 極み串 とろっと                                |
| 1F   | 長島大陸食堂 TAGIRUBA                          |
| 1F   | 立飲み                                         |
| 1F   | 食堂 ひまわり                                  |
| 1F   | すしことかつお                                 |
| 1F   | 銀しゃり                                       |
| 1F   | 鉄板焼 直球てっぱん                            |
| 1F   | セブンイレブン                                 |
| 1F   | 中央駅一番街司法書士事務所                     |
| 1F   | Li-Kaチャンスセンター                          |
| 1F   | シャトレーゼ                                   |
| 1F   | nailsalon plume.                               |
| 1F   | ANGELICA                                       |
| 1F   | マツモトキヨシ                                 |
| 1F   | ローソン                                       |
| 1F   | thy                                            |
| 1F   | 都市計画道路                                   |
| B1F  | 住宅用駐車場                                   |